# Karl I på jakt
Karl I på jakt är en oljemålning av den flamländske barockkonstnären Anthonis van Dyck. Den målades omkring 1635, förvärvades 1775 av Ludvig XVI av Frankrike och ingår idag i Louvrens samlingar i Paris.
Flamländaren och Rubens-lärjungen van Dyck blev 1632 hovmålare hos Karl I av England. Han var en enastående porträttmålare och avbildade kungen, hans drottning Henrietta Maria av Frankrike och de kungliga barnen otaliga gånger. Hans porträtt karaktäriseras av en raffinerad elegans. 
I Karl I på jakt integreras kungen i ett stämningslandskap. Där finns inga insignier som visar på kungens värdighet, men den självsäkra, samtidigt värdiga och avspända hållningen och den distansmarkerande blicken visar att det är en furste vi har framför oss. Kungen var kortväxt vilket van Dyck maskerar genom att inta en låg blickpunkt. 